# ويليام ألفرد برستون
ويليام ألفرد برستون هو سياسي كندي، ولد في 26 يوليو 1848 في كندا، وتوفي في 22 أغسطس 1944 في وينيبيغ في كندا. حزبياً، نشط في حزب أونتاريو المحافظ التقدمي. وقد انتخب عضو برلمان مقاطعة أونتاريو.